# Пашевик
Пашевик (на гръцки: Πάχνη - Пахни) е село в Западна Тракия, Гърция в дем Мустафчово (Мики).

## География
Селото се намира на южните склонове на Родопите.

## История
В края на 19 век Ст. Шишков минава през селото, като пише следното за него:
| „ | Бѣше вече голѣма прогима, както казватъ тѫдѣва на обѣдното врѣме, когато се изкачихме на самото било на склона, дѣто е разположено друго помашко село, Пашевикъ. Пѫтьтъ минава прѣзъ срѣдата на селото. Кѫщитѣ му сѫ на брой около 120, сгрупирани въ една сѣдловинка, образувана на само́то би́ло, дѣто го прѣсича пѫтьтъ. Това селце е по-бѣдно отъ Козлуджа и Вълканово, но инъкъ избрано за малъкъ центъръ на мохамеданския култъ въ тая покраина. И тукъ има медресе, единъ видъ срѣдно духовно училище, въ което се събиратъ и възпитаватъ помачета отъ околнитѣ села, а слѣдъ завръшване курса на учението си, разпръскватъ ги изъ селата си за ходжи и крѣпители на мохамеданството между патриархалната помашка среда́. Медресето е на самия пѫть къмъ излаза отъ селото. То е голѣмичка каменна сграда съ доволно широкъ дворъ, обграденъ съ високи каменни зидове. Извѫтрѣ на около покрай стѣнитѣ на оградата сѫ наредени стаитѣ за живѣене на ученицитѣ молли, въ срѣдата на дворътъ е издигната голѣма варосана чешма, на която отъ четире чучура блика хубава балканска вода, толкова необходима за мохамедовитѣ послѣдователи. На едната страна пакъ въ сѫщия дворъ има отдѣлно една двуетажна сграда, съ малки прозорци; тя служи за живѣене на ходжитѣ-прѣподаватели и съ стаи за занятие на ученицитѣ. ... Отъ Пашевикъ къмъ югъ, т.е. въ южнитѣ Родопски покраини, що съвпадатъ въ басейна на Вѣло море, една малка разлика се вижда и въ носията на помацитѣ. Помацитѣ носятъ по-опнати потури, малки гѫжви на фесоветѣ си, тѣсни червени пояси съ малки пристегнати силяхлъци, широки бѣли калцуни съ завратени отгорѣ отъ подъ коленетѣ и увиснали надолѣ капаци, подобни на овчарскитѣ въ Ахѫ-челебийско калчете, а потуритѣ имъ сѫ кѫси до коленетѣ и пристегнати съ калцунитѣ. Помакинитѣ пъкъ не се отличаватъ много отъ типичната помашка женска носия въ цѣлитѣ Родопи, т.е. домашна направа кенарени ризи, шарени сь хоризонтални чърти антерии, малки кунтошчета, съ отворени нагръдници и съ орнаментиви типични Родопски, въ които кривитѣ линии и фигури прѣобладаватъ. Коситѣ си носятъ до ушитѣ подстригани съ сколуфи добрѣ причесани, а отзадъ съ много дребни сплитки, окичени съ мъниста, монети и други украшения. На главитѣ си носятъ малки фесчета, обнизани по краищата съ краски и монети, надъ тѣхъ сребърни тепеличета, а отгорѣ голѣми бѣли съ кенари тестемели, каквито и у Родопчанкитѣ българки. Само връхната дреха, яшмакътъ, съ какъвто тѣ вънъ отъ кѫщи излизатъ, е платнена материя като у туркинитѣ, а не вълнена и съ краски, както въ другитѣ Родопски помашки покраини. И въ говорътъ си тѣ иматъ извѣстни фонетични и морфологични особици, твърдѣ интересни, но непроучени и досущъ непознати на науката. Поради това въ южнитѣ склонове ний имаме особенъ Родопски помашки подговоръ, но съ общи свойства на всичкитѣ Родопски говори. | “ |

Според Любомир Милетич към 1912 година в село Пашевик (Пашевикъ) живеят 160 помашки семейства. Към 1942 година в селото живеят 514 души-помаци.
Селото е посетено от гръцкия министър на външните работи Дора Бакояни по време на обиколката ѝ в Западна Тракия.